# لوسيو ايسبوسيتو
لوسيو ايسبوسيتو (16 مايو 1967 بإيطاليا - ) هو لاعب كرة قدم سويسري في مركز الهجوم. لعب مع نادي آراو ونادي بازل ونادي بيلينزونا ونادي كرينز ونادي لوزيرن وزوغ 94 ‏.

## وصلات خارجية
- لوسيو ايسبوسيتو على موقع عالم كرة القدم.نت (الإنجليزية)